# Boris Petrushansky
Boris Vsevolodovič Petrushansky (Moscou (Unió Soviètica), 3 de juny, 1949) és un pianista i professor universitari naturalitzat a Itàlia.

## Biografia
Petrushansky és l'últim pianista format en piano per Heinrich Neuhaus al Conservatori de Moscou. El 1969 va obtenir el quart lloc al tercer Concurs Internacional de Piano de Leeds, guanyat per Radu Lupu. El 1975 va guanyar el desè "Concorso pianistico "Alessandro Casagrande" a Terni, Itàlia. Des de 1975 és pianista solista al "Festival dei Due Mondi" de Spoleto, al Maggio Musicale Fiorentino i al "Festival Pianistico Internazionale di Brescia e Bergamo" i ha tocat amb l'Orquestra Filharmònica de Sant Petersburg, l'Orquestra Estatal de Berlín i l'Orquestra Filharmònica de Moscou.
Després de la fi de la Unió Soviètica, Petrushansky es va establir a Itàlia. Encara hi treballa avui a l'"Accademia pianistica internazionale "Incontri col Maestro" d'Imola. Entre els seus alumnes hi havia Roberto Prosseda, Fanny Azzuro, Olga Kern, Michail Lifits, Kiryl Keduk, Sofya Gulyak, Aleksandra Mikulska i Federico Colli. També va tocar sota els directors Valeri Guérguiev i Roberto Abbado i va acompanyar els violinistes Leonid Kógan i Igor Óistrakh, el violoncel·lista Mischa Maisky i la soprano Cecilia Gasdia.